# Maurere
Maurere er en betegnelse for de muslimske indbyggere på Den iberiske halvø og i Maghreb (Marokko etc.) i middelalderen. Området i Spanien, der blev kontrolleret af muslimerne, hed al-Andalus.
I 711 begyndte erobringen, som blev fuldført på fem år. I 718 begyndte de kristne reconquista den langvarige generobring, som varede til 1250 i Portugal og 1492 i Spanien. 
Maurernes forsøg på at erobre områder nord for Pyrenæerne endte i 732, da Karl Martell slog dem i Slaget ved Poitiers. Den mauriske stat beherskede  det meste af dagens Spanien og Portugal, men i 750-tallet opstod der indre konflikter, der splintrede den i en række mindre fyrstedømmer underlagt Córdoba-kalifatet. 
De kristne områder i nord og vest blev langsomt men sikkert generobret, og i løbet af de næste århundreder kom Galicien, León, Navarra, Aragonien, Catalonien, Portugal og Kastilien under kristen kontrol. I en periode med gensidig tolerance kunne maurere, kristne og jøder leve sammen. I 1031 kollapsede Kalifatet Cordoba, og det islamiske område i Spanien blev derefter regeret af nordafrikanske maurere. 
I 1212 blev maurerne drevet ud af Spanien af en kristen koalition under Alfonso VIII af Castilla. Det eneste tilbageværende mauriske rige var Kongedømmet Granada, som overlevede til den sidste hersker, Boabdil, kapitulerede den 2. januar 1492.
De tilbageværende muslimer blev tvunget til at vælge mellem at konvertere til kristendommen eller forlade Spanien. En del valgte at blive; deres efterkommere blev kendt som moriscos og var en vigtig del af bondebefolkningen i flere områder, til de blev forvist mellem 1609 og 1614. De fleste af dem, som forlod Spanien, rejste til Marokko, Algeriet og Tunesien, hvor de bidrog til disse landes kultur. En ikke ubetydelig andel blev sørøvere. 
Maurere fremstilles i europæisk kunst undertiden meget mørke lig sorte mennesker; i så fald er morian eller mor (den etymologisk beslægtede betegnelse) langt mere almindelig. I europæisk heraldik er det betegnelsen for den sorte mand som heraldisk figur.